# Забігалово (Зав'яловський район)
Забіга́лово (рос. Забегалово, удм. Забегалово) — присілок в Зав'яловському районі Удмуртії, Росія.
Знаходиться на невеликій лівій притоці річки Гольянка, правій притоці річки Кама, на захід від присілка Гольяни.

## Населення
Населення — 82 особи (2010; 112 в 2002).
Національний склад станом на 2002 рік:
- росіяни — 95 %

## Історія
Перші згадки про присілок зустрічаються в переписних книгах 1710 року — «В починке Сталново, Забегалово тож, по переписным книгам 1710 и 1711 годов написано 13 дворов…»[джерело?] В 1779 році переселенцями із присілка було засновано починок Анисімов. За даними списку населених місць 1859 року в селі було вже 54 двори та 333 жителів. На початку XIX століття переселенцями було засновано також починок Петухи. За даними 1928 року в селі проживало 536 осіб.

## Урбаноніми[5]
- вулиці — Горобинова, Джерельна, Західна, Зарічна, Лісова, Механізаторів, Південна, Північна
- провулки — Механізаторів